# Attalosz (filozófus)
Attalosz (i. e. 1. század – 1. század) görög filozófus
Sztoikus filozófus, Seneca tanítómestere volt, aki őt munkáiban kora legnagyobb filozófusának nevezte.